# Palacete do Lugar de Baixo
O Palacete do Lugar de Baixo é um palacete localizado no Lugar de Baixo, na freguesia e concelho da Ponta do Sol, que constitui um importante exemplar do património arquitetónico do arquipélago da Madeira.
Também conhecido como Palacete dos Zinos, foi construído no final do século XIX. Funcionou como Escola Prática Elementar de Agricultura da Madeira e, até 1976, acolheu uma Escola Primária. Atualmente é tutelado pela Ponta do Oeste - Sociedade de Promoção e Desenvolvimento da Zona Oeste da Madeira.